# Sea (maat)
De sea is een oude Joodse inhoudsmaat voor droge waren, die gelijkstaat aan een derde van een efa, of bath. Aangezien de bath is vastgesteld op 22 liter, is 1 sea gelijk aan 7,33 liter of 7,33dm3.